# جسر تميجان
جسر تميجان (بالفارسية: پل تمیجان) هو جسر تاريخي يعود إلى عصر السلالة الصفوية، ويقع في مقاطعة رودسر.